# Hinterlieger
Ein Hinterlieger ist ein Grundstückseigentümer oder Nutzungsberechtigter, dessen Grundstück nicht – wie das eines Anliegers – direkt an einer Straße oder einem Wasserlauf liegt, sondern nur indirekt erreichbar ist.
Entsprechend finden sich Regelungen im Baurecht, Straßen- und Wegerecht, Wasserrecht und im Nachbarschaftsrecht, die etwa einen Hinterliegergebrauch oder Wegerechte regeln.
Hinterlieger-Anlieger können Anlieger einer für den Verkehr gesperrten Straße sein, welche sie befahren müssen, um direkt zu der Straße zu gelangen, an der sie selbst anliegen oder in welcher der Verkehr mit einem Anlieger im vorbezeichneten Sinne erfolgen soll.
Hinterliegergebrauch ist dabei die gesetzliche Einräumung bestimmter, über den Gemeingebrauch hinausgehender Benutzungsbefugnisse. So ermächtigt in Deutschland § 24 Abs. 2 Wasserhaushaltsgesetz (WHG) in der vor dem 1. März 2010 geltenden Fassung die Länder, einen Hinterliegergebrauch festzusetzen. Von dieser Ermächtigung haben allerdings die wenigsten Länder Gebrauch gemacht. Der entsprechende § 26 WHG in der neuen Fassung sieht den Hinterliegergebrauch nicht mehr vor. 